# Королёв, Алексей Александрович
Алексе́й Алекса́ндрович Королёв (род. 5 апреля 1982) — российский легкоатлет, специалист по метанию молота. Выступал на профессиональном уровне в 1998—2017 годах, чемпион России 2014 года, многократный победитель и призёр первенств всероссийского значения, участник чемпионата мира в Москве. Представлял Москву и Санкт-Петербург. Мастер спорта России международного класса.

## Биография
Алексей Королёв родился 5 апреля 1982 года. Занимался лёгкой атлетикой под руководством тренеров В. С. Херсонцева, Ю. Я. Баландина, А. В. Андреева.
Впервые заявил о себе на международном уровне в сезоне 1999 года, когда вошёл в состав российской национальной сборной и выступил на юношеском мировом первенстве в Быдгоще, где стал в метании молота пятым.
В 2007 году выиграл серебряную медаль на зимнем чемпионате России по длинным метаниям в Адлере.
В июле 2009 года стал бронзовым призёром на чемпионате России в Чебоксарах, однако провалил сделанный здесь допинг-тест — в его пробе обнаружили анаболический стероидный препарат метандиенон. В итоге спортсмена лишили бронзовой медали и отстранили от участия в соревнованиях на 2 года.
По окончании срока дисквалификации в 2012 году Королёв возобновил спортивную карьеру, выступил на нескольких всероссийских стартах, в том числе занял пятое место на чемпионате России в Чебоксарах и получил серебро на Кубке России в Ерино.
На чемпионате России 2013 года в Москве выиграл серебряную медаль. Благодаря череде удачных выступлений удостоился права представлять страну на домашнем чемпионате мира в Москве — на предварительном квалификационном этапе метания молота показал результат 69,69 метра, чего оказалось недостаточно для выхода в финал.
В 2014 году на чемпионате России в Казани с результатом 74,28 превзошёл всех соперников и завоевал золотую награду.
В 2015 году взял бронзу на зимнем чемпионате России по длинным метаниям в Адлере и на летнем чемпионате России в Чебоксарах (позднее в связи с допинговой дисквалификацией Кирилла Иконникова в обоих случаях переместился на вторую позицию).
В 2016 году стал четвёртым на зимнем чемпионате России по длинным метаниям в Адлере (после дисквалификации Иконникова — третий).
Завершил спортивную карьеру по окончании сезона 2017 года.
За выдающиеся спортивные достижения удостоен почётного звания «Мастер спорта России международного класса».